# El Quinto Viejo
El Quinto Viejo är en ort i Mexiko.   Den ligger i kommunen Etchojoa och delstaten Sonora, i den västra delen av landet, 1 400 km nordväst om huvudstaden Mexico City. El Quinto Viejo ligger 25 meter över havet och antalet invånare är 161.
Terrängen runt El Quinto Viejo är mycket platt. Runt El Quinto Viejo är det ganska glesbefolkat, med 34 invånare per kvadratkilometer. Närmaste större samhälle är Navojoa, 14,4 km öster om El Quinto Viejo. Trakten runt El Quinto Viejo består till största delen av jordbruksmark.